# Электрощитовая
Электрощитовая — помещение, в котором размещаются электрический ввод и распределительный щит.
Представляет собой отдельную комнату как правило малой площади в здании, в которой устанавливается распределительный щит или шкаф. Является исходным пунктом подачи электроэнергии в данном сооружении.
Оборудование включает:
- Вводные конструкции для воздушных и кабельных линий электропередачи.
- распределительные устройства, включая:
  - Системы и секции шин;
  - Силовые выключатели;
  - Разъединители;
  - Измерительное оборудование (измерительные трансформаторы тока и напряжения, измерительные приборы)

Доступ в неё в абсолютном большинстве случаев ограничен обслуживающим персоналом. Представляет собой место повышенной опасности, зачастую на дверь наносятся предупреждающие знаки и надписи.

## В частных домах и квартирах
В частных домах и квартирах отдельных помещений для щитов нет,щиты расположены как правило в нише несущей стены ,включая в себя автоматы и электросчетчики.